# Jagst

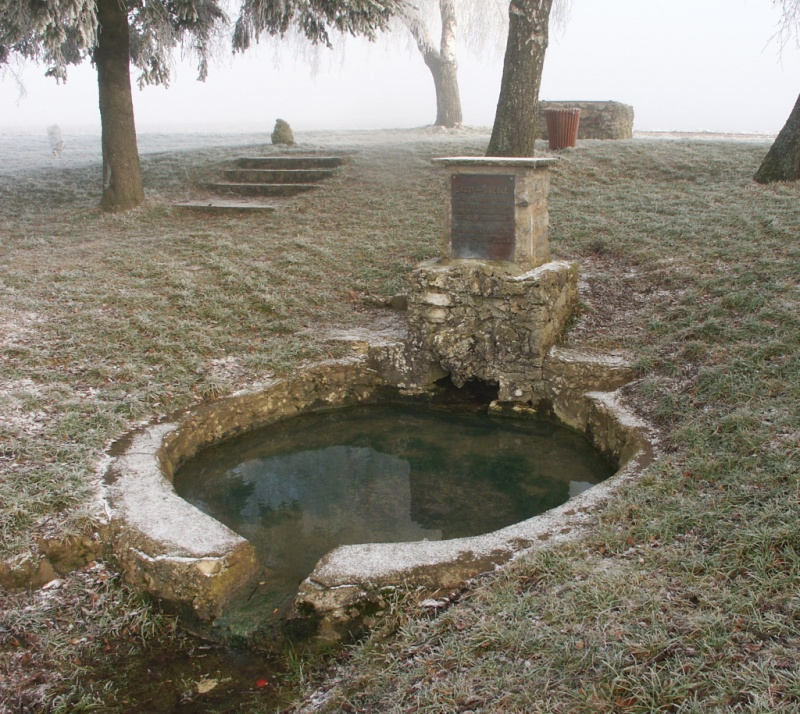
La fuente del Jagst

El Jagst (pronunciación en alemán: /jakst/ⓘ) es un corto río de Alemania, un afluente del Neckar que discurre por el norte de estado de Baden-Wurtemberg. Tiene una longitud de 203 km. Nace en Unterschneidheim, unos 20 km al este de Ellwangen, cerca de la frontera bávara.
Atraviesa ciudades como Ellwangen, Crailsheim y Langenburg. Cerca de Bad Wimpfen, el Jagst desemboca en el Neckar, un par de kilómetros debajo del Kocher, que circula más o menos paralelo al Jagst.

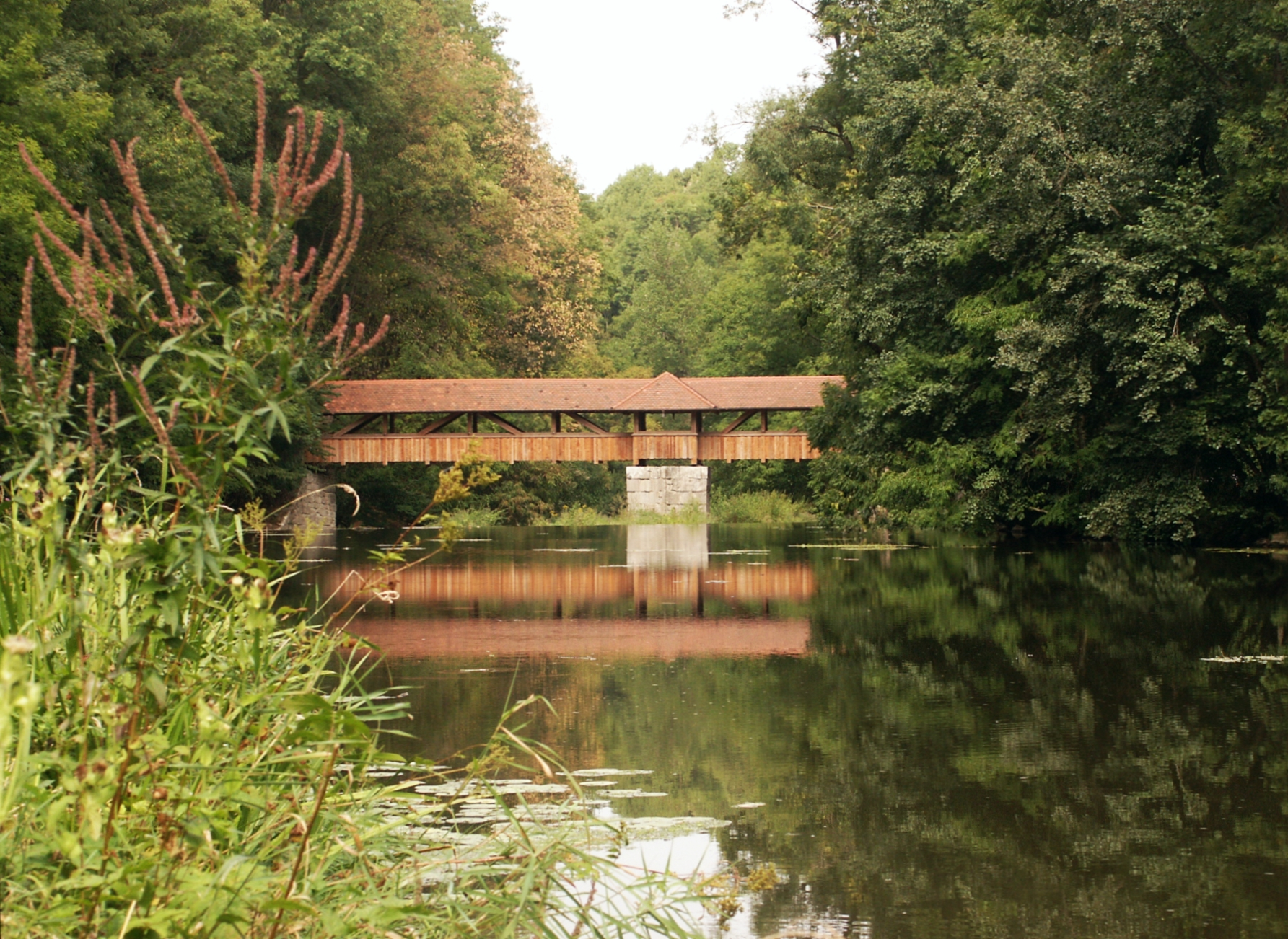
El Jagst entre Crailsheim y Kirchberg.

- Datos: Q819278
- Multimedia: Jagst / Q819278